# Z-35号驱逐舰
Z-35号（德語：Z 35）是纳粹德国海军于二战期间建造的五艘1936B型驱逐舰的首舰。它自1941年6月6日开始在不来梅的德希马格威悉船厂铺设龙骨，1942年10月2日下水，至1943年9月22日交付使用。入役后，该舰于战争期间一直在波罗的海执行护航德国舰船、布设水雷和炮击地面部队等任务。1944年12月12日，当Z-35号准备在爱沙尼亚海岸附近的芬兰湾布雷时，因导航错误而误入德国雷区。它撞上了一枚或多枚水雷后沉没，造成大量船员遇难，仅70人幸存。舰只残骸于1994年被寻获并进行了考察。

## 设计
1936B型驱逐舰保留了先前1936A型的舰体设计和动力方案，但是恢复到1936型较轻的主武器配置以减轻顶部配重和改善耐波性。其水线长和全长分别为121.9米和127米，有12米的舷宽以及最大4.32米吃水深度；舰只的设计排水量为2,519吨，满载时则可达3,542吨。它由两台改良型瓦格纳-德希马格齿轮传动蒸汽轮机提供动力，各负责驱动一副直径为3.35米的三叶螺旋桨。过热蒸汽则由六台瓦格纳水管锅炉供应，其运行压力为70標準大氣壓（7,093千帕斯卡），温度450℃。动力装置可输出70,000匹軸馬力（52,000千瓦特）的功率，使该舰的设计航速达到36節（67每小時）；并得益于最多835吨的燃料油贮量，它还能够以19節（35每小時）的速度的巡航2,600海里（4,800）。舰只的标准船员编制为11－15名军官和305－321名水兵。
舰只的主炮为五门127毫米34式速射炮，架设在带有炮挡的单装炮座上。其中舰艛的前部和后部各有两门以叠加方式安置，第五门则设于在后甲板室的顶部，并从前到后编为1至5号。该舰的防空武器则由安装在与后部烟囱并排的一对双联装炮座上的四门37毫米30式速射炮和十五门20毫米38式高射炮（分别安装在三个四联装和三个单装炮座中）组成。此外，Z-35号还在水上部分的两个四联装动力操纵式底座上装备有八具533毫米鱼雷发射管，每个底座均各配备一对可装填鱼雷。后甲板可安装四个深水炸弹发射器和水雷导轨，最大容量为60枚水雷。作为探测潜艇的工具，舰上也搭载有一套称为“群听装置”的被动式水听器，并可能安装有一套主动式声纳系统。在舰桥顶部则配备了FuMo-24/25型雷达。

## 历史
Z-35号最初是作为1938B型驱逐舰于1939年6月28日从不来梅的德希马格订购，但随后这款舰型设计被放弃，订单取消，战争海军遂将其改为1936A（动员）型重新订购。至1941年2月17日，该订单被进一步调整为1936B型，建造序列为1005。它于同年1月15日开始在威悉船厂铺设龙骨，次年10月2日下水，至1943年9月22日在海军少校尼尔斯·贝特格的指挥下交付使用。经过战备训练后，该舰于1944年2月被编入第6驱逐区舰队服役。
区舰队的四艘驱逐舰和一艘鱼雷艇随即被转移到芬兰湾，以支援当地的布雷行动，Z-35号于2月13日抵达爱沙尼亚的雷瓦尔。它们最初的任务是为在利鲍和雷瓦尔之间航行的船队提供护航，直到3月12日炮击纳尔瓦湾东岸的苏军阵地时，才在纳尔瓦湾布下了第一个雷区。第6区舰队在7月之前的任务主要都是布雷，包括在整个4月强化芬兰湾的既有雷区。为了准备在芬兰投降的情况下占领奥兰岛的“西方冷杉行动”，区舰队于6月28日护送装甲舰吕措号前往于特岛，但该行动被取消，舰艇只得返回港口。
7月31日至8月1日夜间，Z-35号、Z-25号、Z-28号和Z-36号从图尔库出发驶入里加湾，炮击沿岸的苏联阵地以支援陆军行动。8月5日，它们护送重巡洋舰欧根亲王号攻击萨雷马岛的目标，8月19日至20日又一同炮击了图库姆斯附近的苏军高地。行动的最后一天，Z-35号的一副螺旋桨因触碰到礁石而受损，不得不返回戈滕哈芬进行维修。9月，区舰队负责为从芬兰和雷瓦尔撤离的船队提供掩护。10月10日，它们又为恢复了对岸炮击任务的吕措号和欧根亲王号护航，并炮击了苏联在梅默尔、利鲍和萨雷马岛瑟尔韦的阵地，直到24日。10月23日，Z-35号的一枚炮弹在3号炮的炮管中过早引爆，炸伤一人，并将炮管和后膛炸出舰外。翌日，该舰又在苏联的空袭中被碎片击中。次月，分舰队还在掩护欧根亲王号和装甲舰舍尔将军号从瑟韦尔半岛撤离期间，于11月20日至24日炮击了苏军阵地。
到12月中旬，Z-35号已成为第6驱逐区舰队司令、海军上校弗里德里希·科特的旗舰。该区舰队此时由他的旗舰、姊妹舰Z-36号和Z-43号以及鱼雷艇T-23号和T-28号共同组成，其任务是在爱沙尼亚海岸和稍远海域的既有雷区之间布设新的雷区。T-23号负责为其余它舰艇护航，每艘驱逐舰则装载68枚水雷。由于天气恶劣，任务被推迟到12月11日至12日夜间，区舰队于11日上午启航。一天下来，天气逐渐恶化，浪花和雨水使航行变得困难。由于航行偏北，Z-35号和Z-36号在新雷区的预定方位以北仅2.5海里（4.6）处误入了己方的“犀牛”雷区。大约在01:52听到微弱的爆炸声后，科特用无线电通知T-23号靠近Z-35号。几乎紧接着，一枚水雷击中Z-35号左舷，与4号炮并排，摧毁了左舷涡轮机，并淹没了一个水密隔艙。到02:00，该舰本已消除了沉没的危险，但这时Z-36号也触雷并迅速沉没，导致全体官兵遇难。不久之后，Z-35号的舰舯发生爆炸，可能是锅炉爆炸所引发，还引爆了一些弹药。船员们在沉没之前弃舰而逃，但只有大约70人被苏联人救起。
1994年，芬兰环境部在59°38.2′N 24°20′E / 59.6367°N 24.333°E的水深50米处对Z-35号的残骸进行了考察。

## 脚注
1. 1 2  Gröner，第79頁.
2. ↑  Koop & Schmolke，第27頁.
3. ↑  Whitley，第68, 71–73, 201頁.
4. ↑  Koop & Schmolke，第24–25, 115頁.
5. ↑  Whitley，第175–176頁.
6. ↑  Koop & Schmolke，第115頁.
7. ↑  Rohwer，第311, 318, 339頁.
8. ↑  Whitley，第173–175頁.
9. ↑  Koop & Schmolke，第115–116頁.
10. ↑  Rohwer，第351, 359, 361, 363, 373–374頁.
11. ↑  Whitley，第180頁.
12. ↑  Koop & Schmolke，第116頁.
13. ↑  Whitley，第180–187頁.
14. ↑  Saari, Jukka. . Pohjalla Ry.   [2018-03-13]. （原始内容存档于2024-12-09）.